# 10157 Asagiri
10157 Asagiri (1994 WE1) là một tiểu hành tinh vành đai chính được phát hiện ngày 27 tháng 11 năm 1994 bởi T. Kobayashi ở Oizumi.